# Kuduro
Il kuduro (talvolta denominato kuduru) è un genere di musica dance elettronica che ha origini da sperimentazioni sonore avvenute negli anni ottanta in Angola.
Il nome della danza deriva da "cu duro", in portoghese. Il tipico movimento del ballo è agitato e dà l'impressione che il fondoschiena dei ballerini sia massiccio.

## Storia
Il kuduro nasce in Angola negli anni ottanta grazie ad alcuni producer di Luanda che iniziano a mixare tra loro campionamenti di ritmi calypso e soca, per poi aggiungere in un secondo tempo le sonorità della musica elettronica importata dall'Europa e dal Nord America.
Col tempo l'evoluzione del genere lo porta ad avvicinarsi ai suoni della dancehall, del semba e dello kizomba, con forti influenze techno e la successiva aggiunta di MC nei concerti.
Con la forte immigrazione in Portogallo di cittadini angolani nei quartieri di Lisbona il kuduro si diffonde e si evolve ulteriormente, inserendo ulteriori elementi dei generi musicali dell'Europa occidentale; ha così origine la progressive kuduro, genere all'avanguardia nella scena dance internazionale, che vanta come alfieri del genere i Buraka Som Sistema, responsabili della diffusione del kuduro fuori dai confini portoghesi ed angolani.
Nel 2011 a contribuire alla diffusione del kuduro a livello di mainstream ci ha pensato Lucenzo con il brano Danza kuduro, nonché le sonorità di M.I.A., che ha esplicitamente dichiarato di ispirarsi anche al kuduro.

## Artisti di rilievo
- Buraka Som Sistema
- Pongo
- Tony Amado
- Sebem
- M.I.A.
- Don Omar
- Puto Prata
- Salsicha
- Lucenzo
- Vaca Loca
- DJ Znobia
- Os Lambas
- Cabo Snoop
- Francis Boy
- Titica